# Twardość węglanowa
Twardość węglanowa, twardość przemijająca, twardość nietrwała – twardość wody wywoływana głównie przez wodorowęglan wapnia, Ca(HCO3)2, i wodorowęglan magnezu, Mg(HCO3)2. Związki te przy ogrzewaniu wody rozkładają się do nierozpuszczalnych węglanów, tworzących kamień kotłowy:
Ca(HCO3)2 → CaCO3↓ + CO2 + H2O
Mg(HCO3)2 → MgCO3↓ + CO2 + H2O
Ze względu na łatwość usunięcia twardości tego typu (wystarczy tylko przegotowanie wody) nazywa się ją twardością przemijającą – powstały w wyniku tego kamień kotłowy, składający się ze strąconych węglanów, osadza się na dnie i ścianach naczynia lub zbiornika.